# Baggerschip met hydraulische arm

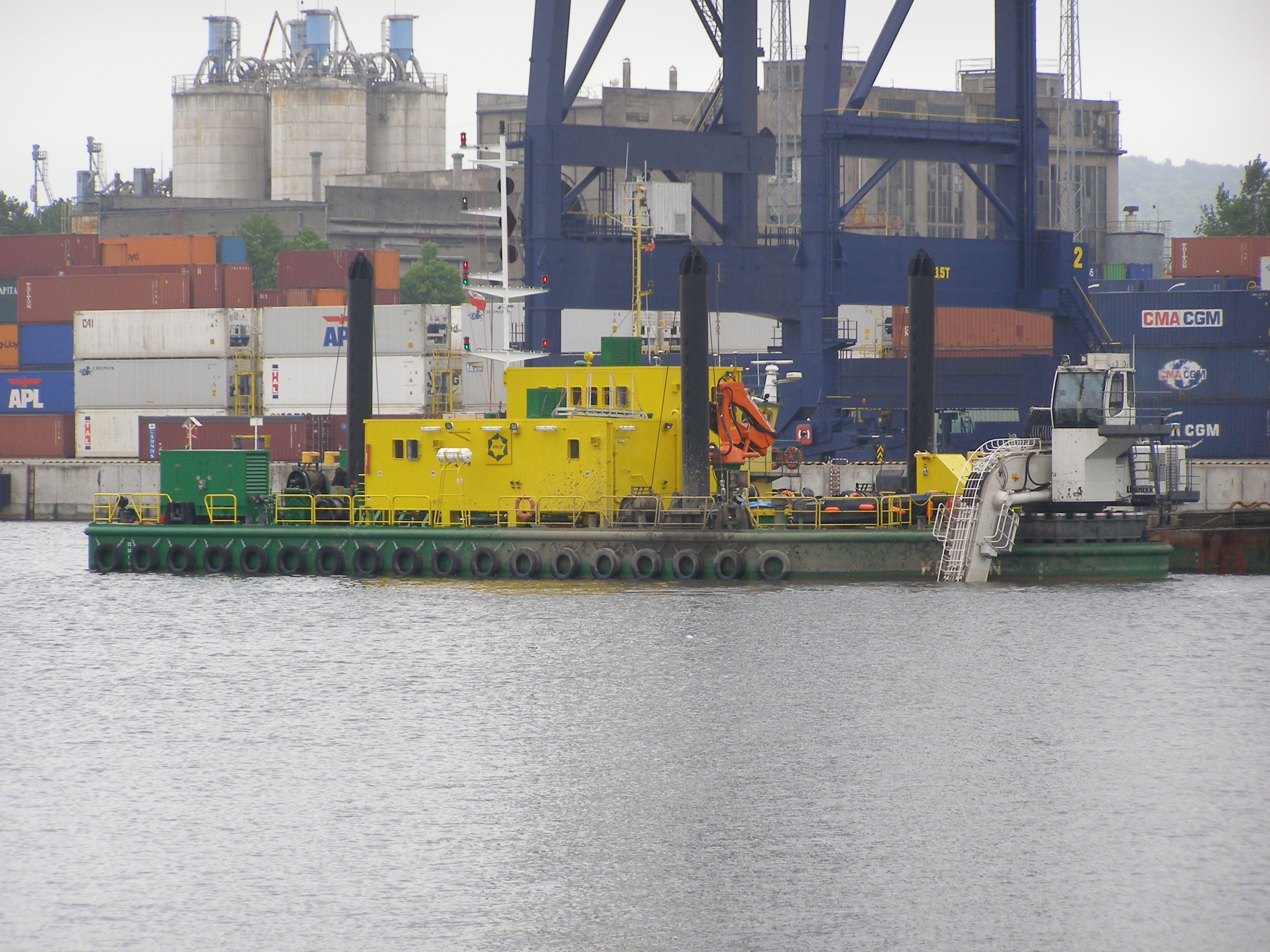
Hydraulisch baggerschip, de arm van de witte grijper (helemaal rechts) zit volledig onder water

 Een baggerschip met hydraulische arm of hydraulisch baggerschip (backhoe-dredger) is een stationair of zelf voortbewegend werktuig, gebruikt in de baggerindustrie dat met behulp van zijn graafmachine materiaal van de bodem opgraaft. Het beschikt over een hydraulische arm met aan het uiteinde een schep (graafbak, emmer, lepel).
Er bestaan twee modellen van hydraulische baggerschepen. Eén dat de arm, de schep en dus de materie naar zich toe trekt en één dat de materie van zich weg duwt. De laatste methode wordt enkel gebruikt wanneer het water niet diep genoeg is voor het ponton. Het grootste voordeel is dat een hydraulisch baggerschip een grote variatie aan materialen kan opgraven.

## Werking
Een hydraulisch baggerschip is verankerd door drie spudpalen: twee spudpalen aan de voorkant (stuurboord en bakboord) en één beweegbare spudpaal aan de achterkant van het rechthoekig ponton. Het ontbreken van ankerkabels beperkt de hinder voor andere schepen in de buurt. Tijdens het baggeren wordt het ponton gedeeltelijk uit het water geheven om te zorgen voor een goede verankering. Dit zorgt er eveneens voor dat het schip minder gevoelig is voor de inwerking van golven. Vervolgens wordt de schep gepositioneerd en begint men de bodem uit te graven door middel van de hydraulische arm met aan het uiteinde de schep.
Het effectieve baggeroppervlak hangt af van de zwaaihoek, de lengte van de arm en de voorwaartse stap per vooruitgang van het ponton. Aan de aanmeerkant voor een sleepschip is de zwaaihoek beperkt. Zwaaien naar de andere kant is meestal beperkt tot 60°. Grotere hoeken zijn meestal minder effectief. Deze methode is hetzelfde voor een kraan.
Op de ponton is veelal geen ruimte om het gebaggerde materiaal op te slaan. Het materiaal wordt gestort in een bak of beun die tegen de ponton afmeert.

## Toepassingsgebied
Baggerschepen met hydraulische arm worden normaal gezien gebruikt in bodemtypes zoals stevige klei, zachte steen, opgeblazen steen en wanneer grote stenen verwacht worden, zoals bij beschermingen aan de waterkant. De lengte van de arm bepaalt de baggerdiepte. Sommige hydraulische baggerschepen hebben meer dan één hydraulische arm met schep om op verschillende dieptes te kunnen baggeren.
Door de constructie van de armen zijn hydraulische baggerschepen zeer geschikt voor nauwkeurig baggerwerk. In het algemeen zijn hydraulische baggerschepen niet geschikt voor werken ver buiten de kust door de beperkte breedte van het ponton.

## Productiecapaciteit
De productiecapaciteit hangt af van verschillende factoren. Bij het baggeren op zachte gronden (zand, silt of zachte klei) is het volume per schep bepaald door de afmetingen van de schep. Voor hardere materialen zijn het de krachten die op de cilinders werken, die bepalend zijn voor de capaciteit. Vooral het type van bodem bepaalt de vullingsgraad van de schep. Bij een zachte en kleverige bodem zal de materie in de schep ophopen. Bij stenen zal de schep maar gedeeltelijk opvullen. Verder speelt ook de volumetoename van de bodem een rol.
| Bodemtype              | Vullingsgraad | Factor van volumetoename |
| ---------------------- | ------------- | ------------------------ |
| Zachte klei            | 1,5           | 1,1                      |
| Harde klei             | 1,1           | 1,3                      |
| Zand & Grind           | 1             | 1,05                     |
| Steen, goed opgeblazen | 0,7           | 1,5                      |
| Steen, niet opgeblazen | 0,5           | 1,7                      |

## Gerelateerde onderwerpen
- Baggeren
- Baggerschip